# Бетул (округ)
Бетул (хинди बैतूल जिला; англ. Betul) — округ в индийском штате Мадхья-Прадеш. Административный центр — город Бетул. Площадь округа — 10 043 км². По данным всеиндийской переписи 2001 года население округа составляло 1 395 175 человек. Уровень грамотности взрослого населения составлял 66,4 %, что выше среднеиндийского уровня (59,5 %). Доля городского населения составляла 18,6 %.